# Parmotrema
Parmotrema A. Massal. (kobiernik) – rodzaj grzybów z rodziny tarczownicowatych (Parmeliaceae). Ze względu na współżycie z glonami zaliczany jest do grupy porostów.

## Systematyka i nazewnictwo
Pozycja w klasyfikacji według Index Fungorum: Parmeliaceae, Lecanorales, Lecanoromycetidae, Lecanoromycetes, Pezizomycotina, Ascomycota, Fungi.
Nazwa polska według W. Fałtynowicza.

## Niektóre gatunki
- Parmotrema acrotrychum (Kurok.) Streimann 1986)
- Parmotrema arnoldii (Du Rietz) Hale 1974 – kobiernik Arnolda
- Parmotrema cetratum (Ach.) Hale 1974
- Parmotrema convolutum Elix & J. Johnst. 1988
- Parmotrema crinitum (Ach.) M. Choisy 1952 – kobiernik postrzępiony
- Parmotrema cristiferum (Taylor) Hale 1974
- Parmotrema lobulascens (J. Steiner) Hale 1974
- Parmotrema perforatum (Wulfen) A. Massal.  1860
- Parmotrema reticulatum (Taylor) M. Choisy 1952
- Parmotrema stuppeum (Taylor) Hale 1974 – kobiernik wyblakły, kobiernik wybredny
- Parmotrema tinctorium (Despr. ex Nyl.) Hale 1974 – kobiernik orzęsiony[3]
- Parmotrema ultralucens (Krog) Hale 1974

Nazwy naukowe na podstawie Index Fungorum. Uwzględniono tylko taksony zweryfikowane.  Nazwy polskie według W. Fałtynowicza.
W Polsce wszystkie gatunki podlegają całkowitej ochronie gatunkowej.